# 네이버 재팬
네이버 재팬(일본어: ネイバージャパン 네이바자판[*], 영어: NAVER Japan Corporation)은 대한민국의 포털 사이트 네이버의 일본어 버전 사이트이다. NHN의 일본 법인인 NHN Japan이 운영하였으며, 2007년 11월에 개설되어 2009년 6월 15일에 선행 체험판, 7월 1일부터 오픈 베타를 시작했다. 2013년 12월 18일 부로 사이트가 폐쇄되었으며, 기존 주소는 '네이버 마토메'라는 기사 검색 서비스로 전환되었다.
다만 검색부분은 라이브도어로 넘어가 운영중이다.